# 中居正広のスポーツ!号外スクープ狙います!
『中居正広のスポーツ!号外スクープ狙います!』（なかいまさひろのスポーツ!ごうがいスクープねらいます!）はテレビ朝日系列にて2014年から2018年まで特別番組として不定期に放送されていたスポーツバラエティ番組である。中居正広の冠番組。
2018年4月23日からは「身になる図書館プレゼンツ! 中居正広のスポーツ!号外スクープ狙います!」として『中居正広の身になる図書館』内での放送に移行し、2019年3月11日の番組最終回まで毎回放送された。
2021年8月15日に『中居正広のスポーツ!号外スクープ狙います! 東京オリンピックSP』と題して『身になる図書館』終了から約2年半ぶり、単発特番としては約3年半ぶりに復活。

## 出演者
- MC - 中居正広
- 進行 - 清水俊輔（テレビ朝日アナウンサー）[2]

## 放送リスト
特番（2014年 - 2018年）
|    | 放送日         | 時間          |
| -- | -------------- | ------------- |
| 1  | 2014年04月06日 | 20:58 - 23:10 |
| 2  | 2015年02月03日 | 19:00 - 21:48 |
| 3  | 2015年05月31日 | 20:58 - 23:10 |
| 4  | 2015年11月03日 | 19:00 - 21:48 |
| 5  | 2016年05月23日 | 19:00 - 21:48 |
| 6  | 2016年09月04日 | 20:58 - 23:10 |
| 7  | 2016年12月05日 | 19:00 - 21:48 |
| 8  | 2017年02月27日 | 19:00 - 21:48 |
| 9  | 2017年08月14日 | 19:00 - 20:54 |
| 10 | 2018年03月05日 | 19:00 - 21:48 |

復活特番（2021年）
|   | 放送日         | 時間          |
| - | -------------- | ------------- |
| 1 | 2021年08月15日 | 21:00 - 22:55 |